# La Luna, Querétaro Arteaga
La Luna är en ort i Mexiko.   Den ligger i kommunen Ezequiel Montes och delstaten Querétaro Arteaga, i den centrala delen av landet, 160 km nordväst om huvudstaden Mexico City. La Luna ligger 2 025 meter över havet och antalet invånare är 285.
Terrängen runt La Luna är platt åt nordväst, men åt sydost är den kuperad. Runt La Luna är det ganska tätbefolkat, med 83 invånare per kvadratkilometer. Närmaste större samhälle är Tequisquiapan, 15,2 km söder om La Luna. Trakten runt La Luna består till största delen av jordbruksmark.